# Galería Nacional de Arte
La Galería Nacional de Arte (en inglés, National Gallery of Art; abreviado, NGA) es un museo de arte, que se encuentra en el National Mall de Washington D. C.
El museo se fundó en 1937 por un acta del Congreso de los Estados Unidos y gracias al apoyo inicial del banquero y coleccionista Andrew W. Mellon, quien aportó 15 millones de dólares para la construcción del edificio y una sustancial donación de obras de arte: 126 pinturas y 26 esculturas. Este magnate había reforzado su colección específicamente para este museo y un hito clave para su objetivo fue la compra de 21 cuadros del Hermitage de San Petersburgo (Jan van Eyck, Rafael, Tiziano...) que el gobierno soviético accedió a vender para obtener divisas. Otro magnate de la época, Samuel H. Kress, contribuyó a la colección inicial de arte italiano con 375 pinturas y además donó 18 esculturas. 

## Edificios y colecciones

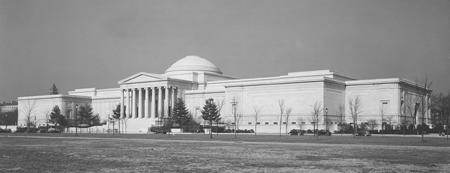
Edificio oeste de la Galería Nacional de Arte.

El museo se compone de dos edificios unidos por un pasaje subterráneo. El edificio original, que actualmente se conoce como edificio oeste, se abrió el 17 de marzo de 1941. Fue considerado el mayor de su época construido en mármol. Es de diseño neoclásico, con un pórtico con columnas y una cúpula que recuerdan el Panteón de Agripa. También tiene unas alas simétricas a ambos lados de la cúpula. El proyecto es de John Rusell Pope, cuya otra gran obra en Washington también incluye una cúpula, el Monumento a Jefferson. 

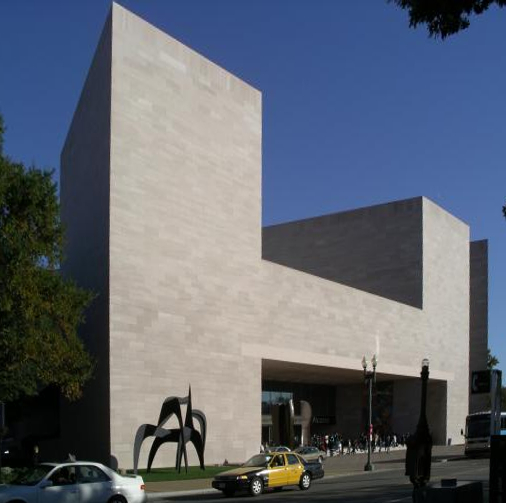
Edificio este de la National Gallery of Art.

El diseño del edificio este es del arquitecto Ieoh Ming Pei y también es geométrico, aunque fragmentado en comparación con el clasicismo del edificio oeste. Desde el aire hace pensar en diamantes entrelazados. Abrió sus puertas en 1978. 

### Colecciones

La principal joya del museo: Retrato de Ginebra de Benci, de Leonardo da Vinci.

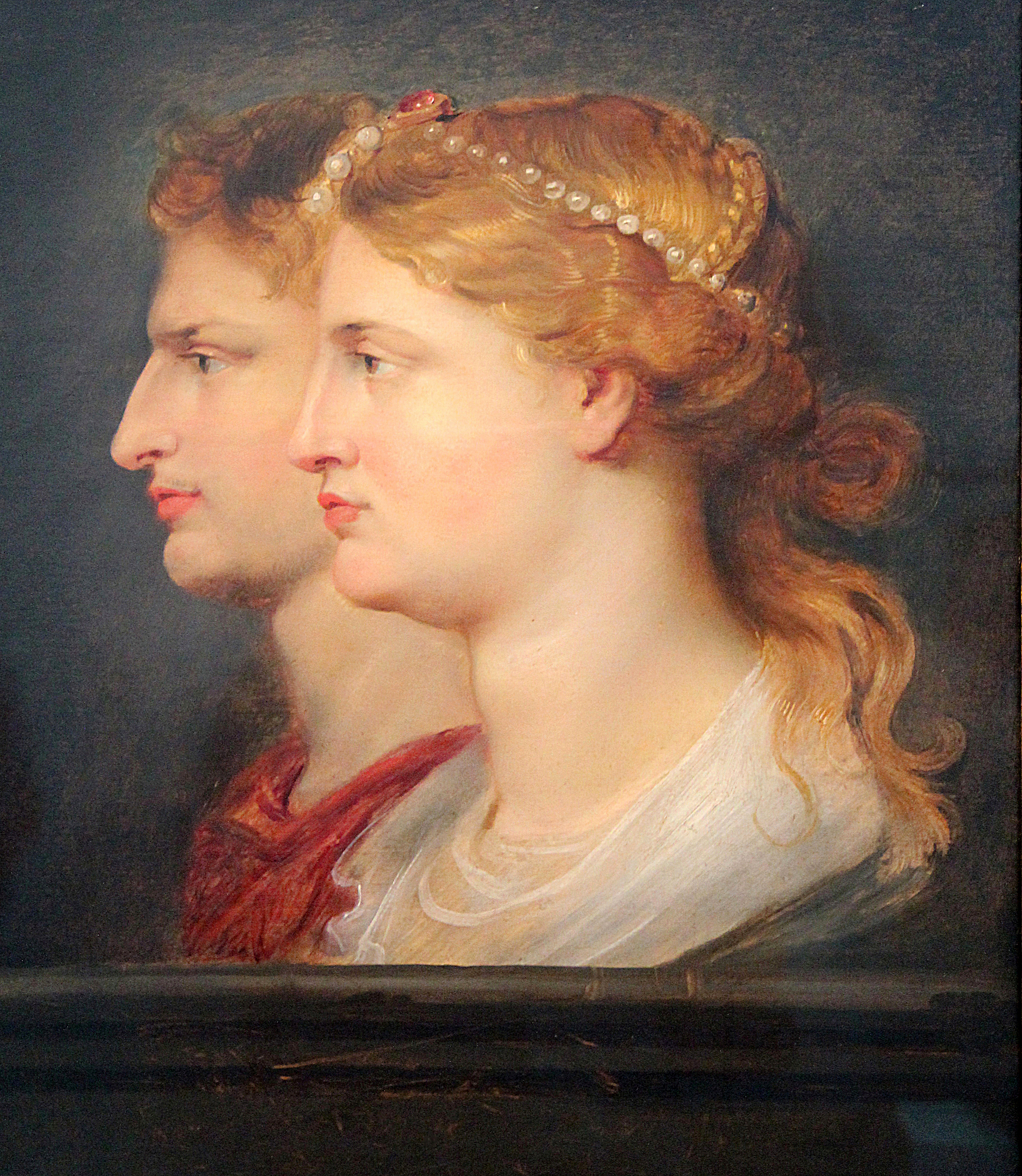
Germánico y Agripina, de Peter Paul Rubens (1614).

El edificio oeste expone una gran colección de pinturas y esculturas de maestros europeos, la cual abarca obras desde la época medieval hasta el siglo XIX, con algunos trabajos anticipadores del siglo XX de artistas estadounidenses. 
Entre las obras más importantes del museo se incluyen trabajos de la época gótica y el Renacimiento: Duccio (un tríptico de La Natividad), Giotto (Virgen de la rosa), Masaccio, Jan van Eyck (La Anunciación), Rogier van der Weyden (Retrato de una dama, San Jorge y el dragón), Fra Angélico y Filippo Lippi (La Adoración de los Magos), Andrea del Castagno, Antonello da Messina (Madonna Benson), Pesellino, Sandro Botticelli, Filippino Lippi (Retrato de joven, h. 1485), Andrea Mantegna (Judit con la cabeza de Holofernes), Vittore Carpaccio (La huida a Egipto), varias obras de Rafael (La Madonna de Alba, La Madonna Cowper, Retrato de Bindo Altoviti), Giovanni Bellini (El festín de los dioses), Giorgione (La Natividad Allendale), Sebastiano del Piombo (El cardenal Bandinello Sauli con su secretario y dos geógrafos), Tiziano (Venus y Cupido con un espejo), Lorenzo Lotto (Alegoría del vicio y la virtud), El Bosco (La Muerte y el avaro), Michel Sittow (Retrato de Diego de Guevara), Juan de Flandes (cuatro pinturas procedentes de un retablo de la iglesia de San Lázaro de Palencia, España), Durero (Madonna Haller, Retrato de clérigo), Matthias Grünewald (La Crucifixión pequeña), Hans Holbein (Retrato de Eduardo VI de niño), François Clouet (Dama en el baño) y El Greco (Laocoonte y sus hijos, San Martín y el mendigo). Pero la gran joya de la colección acaso sea una pintura de Leonardo da Vinci, la única conservada en Estados Unidos: Retrato de Ginebra de Benci, procedente de la colección de los príncipes de Liechtenstein.
La sección barroca y rococó incluye a maestros como: Nicolas Poussin (La Asunción de la Virgen), Jan Vermeer (tres óleos, incluyendo Mujer sosteniendo una balanza), Rembrandt van Rijn (a destacar el paisaje El molino y el Autorretrato de 1659), Frans Hals (Retrato del pintor Adriaen van Ostade), Judith Leyster (Autorretrato), Aelbert Cuyp, Rubens (Daniel en el foso de los leones, Retrato de Brigida Spinola Doria), Van Dyck, Orazio Gentileschi (La tañedora de laúd), Guercino (Autorretrato ante una pintura de Amor Fedele), Bernini (la escultura Retrato de Francesco Barberini), Diego Velázquez (La costurera), José de Ribera (El martirio de san Bartolomé, ingresado en 1990), Murillo (Dos mujeres en la ventana, El regreso del hijo pródigo), Fragonard (Muchacha leyendo), Chardin y Francisco de Goya (La marquesa de Pontejos). En 2013 el museo adquirió una obra maestra de Gerrit van Honthorst, Concierto, que no se había expuesto en público desde finales del siglo XVIII. El coste de esta compra no fue revelado, pero algunos expertos lo estimaban en 20 millones de dólares.
Entre los autores del siglo XIX, se puede citar a Jacques-Louis David (Retrato de Napoleón en su gabinete de trabajo), Delacroix (Colón y su hijo en La Rábida), John Constable, Ingres, Manet (El torero muerto, El ferrocarril), Claude Monet, Paul Gauguin (Autorretrato), Cézanne (Muchacho con chaleco rojo) y Vincent Van Gogh, junto a bronces de Auguste Rodin y la mayor colección mundial de esculturas de Degas (tanto bronces como prototipos en cera).  
El repertorio de arte de Estados Unidos es muy nutrido, con obras famosas de John Singleton Copley (la primera versión de Watson atacado por el tiburón, 1778), Gilbert Stuart (El patinador), Thomas Cole, George Inness, Mary Cassatt (El palco), James McNeill Whistler (La chica vestida de blanco)...
Valiosísima también es la sección de dibujos (31 000) y grabados; hito clave en su formación fue la donación de la colección Rosenwald, ofrecida en 1943: 22 000 piezas, entre las que se cuentan ejemplos de autores como Durero, Rembrandt, William Blake, Paul Gauguin y Picasso así como más de 350 xilografías del siglo XV, el mayor conjunto de este tipo fuera de Europa. Igualmente, este museo afirma poseer el mejor repertorio mundial de grabados de Piranesi. En 1986 el museo adquirió un excepcional cartón de Rafael para su famoso cuadro La bella jardinera y en 1991 recibió un formidable conjunto de dibujos coleccionado por el difunto arquitecto Ian Woodner, de los que algunos se habían exhibido en el Museo del Prado de Madrid en 1986-87; entre ellos se cuentan ejemplos de Sandro Botticelli, Leonardo da Vinci, Rafael, Benvenuto Cellini (Un sátiro), Durero, Rembrandt, Fragonard, Goya e Ingres.
El edificio este se centra en arte moderno y arte contemporáneo, con una colección que incluye obras de Pablo Picasso (Familia de saltimbanquis), Joan Miró (La masía), Henri Matisse, Max Beckmann (el gran tríptico Los argonautas, su última obra), Jackson Pollock, Arshile Gorky, Andy Warhol, Roy Lichtenstein, Robert Motherwell y la mayor escultura móvil realizada por Alexander Calder. También alberga las oficinas centrales del museo y un centro de investigación.
En 2015-16 el museo ha recibido más de 8000 piezas procedentes de la Galería Corcoran, institución que tras 150 años de historia fue clausurada por problemas económicos a finales de 2014. En este conjunto se incluyen ejemplos de Delacroix, Edgar Degas, Mariano Fortuny (La elección de la modelo) y Pablo Picasso.

### Jardín de esculturas
En la parte occidental del edificio oeste, al otro lado de la calle 7, se encuentra el Jardín de esculturas de la Galería Nacional de Arte, inaugurado en 1999. Los 25 000 m² de jardín están alrededor de una fuente circular, rodeada de asientos de piedra. En invierno se usa como pista de patinaje sobre hielo. Las esculturas exhibidas son de Joan Miró, Louise Bourgeois, Roy Lichtenstein, Sol LeWitt y Hector Guimard, entre otros artistas.

## Funcionamiento del museo
La Galería Nacional de Arte se financia con dinero público y privado. El gobierno federal de los Estados Unidos aporta fondos a través de donaciones anuales, para apoyar las operaciones del museo y su mantenimiento. Todas las obras de arte, así como los programas especiales, son realidad gracias a las donaciones privadas y a los fondos del museo. El museo no forma parte de la Institución Smithsonian, pero sí forma parte de las más de 90 instituciones culturales con las que la Smithsonian tiene un convenio de afiliación.
Algunos de los directores del museo más importantes han sido John Walter y J. Carter Brown. El director actualmente es Earl A. Powell III.
La entrada a los dos edificios de la Galería Nacional es gratuita. El museo abre cada día en invierno, de 10 de la mañana a 5 de la tarde (de 11 de la mañana a 6 de la tarde los domingos) y con un horario extendido en verano.